# Hodoș (okręg Bihor)
Hodoș (węg. Jákóhodos) – wieś w Rumunii, w okręgu Bihor, w gminie Sălard. W 2011 roku liczyła 717 mieszkańców.